# Список астероїдів (133501—133600)
| Назва                           | Тимчасове позначення | Дата відкриття  | Місце відкриття             | Відкривач               |
| ------------------------------- | -------------------- | --------------- | --------------------------- | ----------------------- |
| (133501) 2003 ST282             | 2003 ST282           | 19 вересня 2003 | Паломарська обсерваторія    | NEAT                    |
| (133502) 2003 SW283             | 2003 SW283           | 20 вересня 2003 | Сокорро (Нью-Мексико)       | LINEAR                  |
| (133503) 2003 SW288             | 2003 SW288           | 28 вересня 2003 | Сокорро (Нью-Мексико)       | LINEAR                  |
| (133504) 2003 SC290             | 2003 SC290           | 28 вересня 2003 | Станція Андерсон-Меса       | LONEOS                  |
| (133505) 2003 SV290             | 2003 SV290           | 28 вересня 2003 | Обсерваторія Кітт-Пік       | Spacewatch              |
| (133506) 2003 SP293             | 2003 SP293           | 27 вересня 2003 | Сокорро (Нью-Мексико)       | LINEAR                  |
| (133507) 2003 SG294             | 2003 SG294           | 28 вересня 2003 | Сокорро (Нью-Мексико)       | LINEAR                  |
| (133508) 2003 SQ294             | 2003 SQ294           | 28 вересня 2003 | Сокорро (Нью-Мексико)       | LINEAR                  |
| (133509) 2003 SC295             | 2003 SC295           | 28 вересня 2003 | Сокорро (Нью-Мексико)       | LINEAR                  |
| (133510) 2003 SU297             | 2003 SU297           | 18 вересня 2003 | Обсерваторія Галеакала      | NEAT                    |
| (133511) 2003 SV298             | 2003 SV298           | 18 вересня 2003 | Обсерваторія Галеакала      | NEAT                    |
| (133512) 2003 SY298             | 2003 SY298           | 29 вересня 2003 | Станція Андерсон-Меса       | LONEOS                  |
| (133513) 2003 SV299             | 2003 SV299           | 16 вересня 2003 | Обсерваторія Кітт-Пік       | Spacewatch              |
| (133514) 2003 SJ303             | 2003 SJ303           | 17 вересня 2003 | Паломарська обсерваторія    | NEAT                    |
| (133515) 2003 SU303             | 2003 SU303           | 17 вересня 2003 | Паломарська обсерваторія    | NEAT                    |
| (133516) 2003 SK304             | 2003 SK304           | 17 вересня 2003 | Паломарська обсерваторія    | NEAT                    |
| (133517) 2003 SM304             | 2003 SM304           | 17 вересня 2003 | Паломарська обсерваторія    | NEAT                    |
| (133518) 2003 SD306             | 2003 SD306           | 30 вересня 2003 | Сокорро (Нью-Мексико)       | LINEAR                  |
| (133519) 2003 SK306             | 2003 SK306           | 30 вересня 2003 | Сокорро (Нью-Мексико)       | LINEAR                  |
| (133520) 2003 SO308             | 2003 SO308           | 29 вересня 2003 | Станція Андерсон-Меса       | LONEOS                  |
| (133521) 2003 SF310             | 2003 SF310           | 28 вересня 2003 | Сокорро (Нью-Мексико)       | LINEAR                  |
| (133522) 2003 SA311             | 2003 SA311           | 29 вересня 2003 | Сокорро (Нью-Мексико)       | LINEAR                  |
| (133523) 2003 SB311             | 2003 SB311           | 29 вересня 2003 | Сокорро (Нью-Мексико)       | LINEAR                  |
| (133524) 2003 SN311             | 2003 SN311           | 29 вересня 2003 | Сокорро (Нью-Мексико)       | LINEAR                  |
| (133525) 2003 SZ314             | 2003 SZ314           | 16 вересня 2003 | Сокорро (Нью-Мексико)       | LINEAR                  |
| (133526) 2003 SE315             | 2003 SE315           | 25 вересня 2003 | Паломарська обсерваторія    | NEAT                    |
| 133527 Фредерлі (Fredearly)     | 2003 TZ              | 5 жовтня 2003   | Обсерваторія Столова Гора   | Дж. Янґ                 |
| 133528 Сераджіолі (Ceragioli)   | 2003 TC2             | 4 жовтня 2003   | Обсерваторія Джанк-Бонд     | Девід Гілі              |
| (133529) 2003 TR2               | 2003 TR2             | 3 жовтня 2003   | Обсерваторія Галеакала      | NEAT                    |
| (133530) 2003 TF5               | 2003 TF5             | 2 жовтня 2003   | Обсерваторія Кітт-Пік       | Spacewatch              |
| (133531) 2003 TJ5               | 2003 TJ5             | 2 жовтня 2003   | Обсерваторія Галеакала      | NEAT                    |
| (133532) 2003 TK6               | 2003 TK6             | 1 жовтня 2003   | Станція Андерсон-Меса       | LONEOS                  |
| (133533) 2003 TR8               | 2003 TR8             | 2 жовтня 2003   | Обсерваторія Галеакала      | NEAT                    |
| (133534) 2003 TC9               | 2003 TC9             | 4 жовтня 2003   | Обсерваторія Кітт-Пік       | Spacewatch              |
| (133535) 2003 TJ9               | 2003 TJ9             | 4 жовтня 2003   | Обсерваторія Кітт-Пік       | Spacewatch              |
| (133536) 2003 TZ9               | 2003 TZ9             | 15 жовтня 2003  | Обсерваторія Сендлот        | Обсерваторія Сендлот    |
| 133537 Mariomotta               | 2003 TL10            | 7 жовтня 2003   | Обсерваторія Скіапареллі    | Лука Буцці              |
| (133538) 2003 TW10              | 2003 TW10            | 15 жовтня 2003  | Паломарська обсерваторія    | NEAT                    |
| (133539) 2003 TF11              | 2003 TF11            | 14 жовтня 2003  | Станція Андерсон-Меса       | LONEOS                  |
| (133540) 2003 TB12              | 2003 TB12            | 14 жовтня 2003  | Станція Андерсон-Меса       | LONEOS                  |
| (133541) 2003 TQ13              | 2003 TQ13            | 3 жовтня 2003   | Обсерваторія Кітт-Пік       | Spacewatch              |
| (133542) 2003 TS14              | 2003 TS14            | 14 жовтня 2003  | Станція Андерсон-Меса       | LONEOS                  |
| (133543) 2003 TY14              | 2003 TY14            | 15 жовтня 2003  | Станція Андерсон-Меса       | LONEOS                  |
| (133544) 2003 TD16              | 2003 TD16            | 15 жовтня 2003  | Станція Андерсон-Меса       | LONEOS                  |
| (133545) 2003 TB17              | 2003 TB17            | 14 жовтня 2003  | Станція Андерсон-Меса       | LONEOS                  |
| (133546) 2003 TR18              | 2003 TR18            | 15 жовтня 2003  | Станція Андерсон-Меса       | LONEOS                  |
| (133547) 2003 TW18              | 2003 TW18            | 15 жовтня 2003  | Станція Андерсон-Меса       | LONEOS                  |
| (133548) 2003 TN19              | 2003 TN19            | 15 жовтня 2003  | Паломарська обсерваторія    | NEAT                    |
| (133549) 2003 TP21              | 2003 TP21            | 1 жовтня 2003   | Станція Андерсон-Меса       | LONEOS                  |
| (133550) 2003 TG50              | 2003 TG50            | 3 жовтня 2003   | Обсерваторія Галеакала      | NEAT                    |
| (133551) 2003 TU57              | 2003 TU57            | 15 жовтня 2003  | Станція Андерсон-Меса       | LONEOS                  |
| 133552 Іттінг-Енк (Itting-Enke) | 2003 UJ4             | 16 жовтня 2003  | Обсерваторія Тартл-Стар     | Обсерваторія Тартл-Стар |
| (133553) 2003 UF5               | 2003 UF5             | 16 жовтня 2003  | Обсерваторія Кітт-Пік       | Spacewatch              |
| (133554) 2003 UN5               | 2003 UN5             | 18 жовтня 2003  | Сокорро (Нью-Мексико)       | LINEAR                  |
| (133555) 2003 UO5               | 2003 UO5             | 16 жовтня 2003  | Станція Андерсон-Меса       | LONEOS                  |
| (133556) 2003 UP6               | 2003 UP6             | 18 жовтня 2003  | Паломарська обсерваторія    | NEAT                    |
| (133557) 2003 UX6               | 2003 UX6             | 18 жовтня 2003  | Паломарська обсерваторія    | NEAT                    |
| (133558) 2003 UP7               | 2003 UP7             | 16 жовтня 2003  | Обсерваторія Кінґснейк      | Джон Маккласкі          |
| (133559) 2003 UZ10              | 2003 UZ10            | 16 жовтня 2003  | Станція Андерсон-Меса       | LONEOS                  |
| (133560) 2003 UW11              | 2003 UW11            | 16 жовтня 2003  | Станція Андерсон-Меса       | LONEOS                  |
| (133561) 2003 UK12              | 2003 UK12            | 21 жовтня 2003  | Сокорро (Нью-Мексико)       | LINEAR                  |
| (133562) 2003 UE23              | 2003 UE23            | 21 жовтня 2003  | Обсерваторія Кітт-Пік       | Spacewatch              |
| (133563) 2003 UN23              | 2003 UN23            | 22 жовтня 2003  | Обсерваторія Кітт-Пік       | Spacewatch              |
| (133564) 2003 US26              | 2003 US26            | 25 жовтня 2003  | Обсерваторія Ґудрайк-Піґотт | Рой Такер               |
| (133565) 2003 UE27              | 2003 UE27            | 23 жовтня 2003  | Обсерваторія Ґудрайк-Піґотт | Рой Такер               |
| (133566) 2003 UZ27              | 2003 UZ27            | 26 жовтня 2003  | Обсерваторія Кітт-Пік       | Spacewatch              |
| (133567) 2003 UZ29              | 2003 UZ29            | 21 жовтня 2003  | Нашвілл                     | Рой Клінґан             |
| (133568) 2003 UO36              | 2003 UO36            | 16 жовтня 2003  | Паломарська обсерваторія    | NEAT                    |
| (133569) 2003 US36              | 2003 US36            | 16 жовтня 2003  | Паломарська обсерваторія    | NEAT                    |
| (133570) 2003 UK37              | 2003 UK37            | 16 жовтня 2003  | Обсерваторія Чрні Врх       | Обсерваторія Чрні Врх   |
| (133571) 2003 UQ37              | 2003 UQ37            | 17 жовтня 2003  | Обсерваторія Кітт-Пік       | Spacewatch              |
| (133572) 2003 UO38              | 2003 UO38            | 17 жовтня 2003  | Обсерваторія Кітт-Пік       | Spacewatch              |
| (133573) 2003 UQ39              | 2003 UQ39            | 16 жовтня 2003  | Обсерваторія Кітт-Пік       | Spacewatch              |
| (133574) 2003 UN48              | 2003 UN48            | 16 жовтня 2003  | Станція Андерсон-Меса       | LONEOS                  |
| (133575) 2003 UO48              | 2003 UO48            | 16 жовтня 2003  | Станція Андерсон-Меса       | LONEOS                  |
| (133576) 2003 UE49              | 2003 UE49            | 16 жовтня 2003  | Станція Андерсон-Меса       | LONEOS                  |
| (133577) 2003 UB50              | 2003 UB50            | 16 жовтня 2003  | Обсерваторія Галеакала      | NEAT                    |
| (133578) 2003 UY50              | 2003 UY50            | 18 жовтня 2003  | Паломарська обсерваторія    | NEAT                    |
| (133579) 2003 UC53              | 2003 UC53            | 18 жовтня 2003  | Паломарська обсерваторія    | NEAT                    |
| (133580) 2003 UA55              | 2003 UA55            | 18 жовтня 2003  | Паломарська обсерваторія    | NEAT                    |
| (133581) 2003 UC55              | 2003 UC55            | 18 жовтня 2003  | Паломарська обсерваторія    | NEAT                    |
| (133582) 2003 UF60              | 2003 UF60            | 17 жовтня 2003  | Станція Андерсон-Меса       | LONEOS                  |
| (133583) 2003 UN60              | 2003 UN60            | 17 жовтня 2003  | Станція Андерсон-Меса       | LONEOS                  |
| (133584) 2003 UD63              | 2003 UD63            | 16 жовтня 2003  | Паломарська обсерваторія    | NEAT                    |
| (133585) 2003 UM63              | 2003 UM63            | 16 жовтня 2003  | Паломарська обсерваторія    | NEAT                    |
| (133586) 2003 UH64              | 2003 UH64            | 16 жовтня 2003  | Станція Андерсон-Меса       | LONEOS                  |
| (133587) 2003 UL64              | 2003 UL64            | 16 жовтня 2003  | Паломарська обсерваторія    | NEAT                    |
| (133588) 2003 UD65              | 2003 UD65            | 16 жовтня 2003  | Паломарська обсерваторія    | NEAT                    |
| (133589) 2003 UQ66              | 2003 UQ66            | 16 жовтня 2003  | Паломарська обсерваторія    | NEAT                    |
| (133590) 2003 UB69              | 2003 UB69            | 18 жовтня 2003  | Обсерваторія Кітт-Пік       | Spacewatch              |
| (133591) 2003 UA71              | 2003 UA71            | 18 жовтня 2003  | Обсерваторія Кітт-Пік       | Spacewatch              |
| (133592) 2003 UR73              | 2003 UR73            | 19 жовтня 2003  | Обсерваторія Кітт-Пік       | Spacewatch              |
| (133593) 2003 UL77              | 2003 UL77            | 17 жовтня 2003  | Обсерваторія Кітт-Пік       | Spacewatch              |
| (133594) 2003 UX79              | 2003 UX79            | 18 жовтня 2003  | Обсерваторія Ґудрайк-Піґотт | Рой Такер               |
| (133595) 2003 US81              | 2003 US81            | 16 жовтня 2003  | Обсерваторія Галеакала      | NEAT                    |
| (133596) 2003 UX86              | 2003 UX86            | 18 жовтня 2003  | Паломарська обсерваторія    | NEAT                    |
| (133597) 2003 UN88              | 2003 UN88            | 19 жовтня 2003  | Станція Андерсон-Меса       | LONEOS                  |
| (133598) 2003 UQ88              | 2003 UQ88            | 19 жовтня 2003  | Станція Андерсон-Меса       | LONEOS                  |
| (133599) 2003 UX88              | 2003 UX88            | 19 жовтня 2003  | Станція Андерсон-Меса       | LONEOS                  |
| (133600) 2003 UY88              | 2003 UY88            | 19 жовтня 2003  | Станція Андерсон-Меса       | LONEOS                  |